# Teofil Pożyczka
Teofil Pożyczka (ur. 27 kwietnia 1912 w Radomiu, zm. 28 października 1974 w Ipswich) – podpułkownik pilot Wojska Polskiego, kawaler Krzyża Srebrnego Orderu Wojennego Virtuti Militari.

## Życiorys
W 1924 ukończył szkołę powszechną, a w 1933 liceum na kierunku matematyczno-przyrodniczym. Dodatkowo uczęszczał też do Miejskiej Szkoły Przemysłowej im. Kilińskiego w Radomiu na kierunku mechanicznym (1927). Od 1 sierpnia 1927 do 1 września 1929 pracował w Państwowej Wytwórni Broni w Radomiu jako technik przy montażu karabinów (sprawdzanie łóż karabinowych).
W 1936 ukończył Szkołę Podchorążych w Warszawie – Grupa Techniczna. Absolwent drugiej promocji Szkoły Podchorążych Lotnictwa (grupa Techniczna), mianowany podporucznikiem w korpusie oficerów lotnictwa: grupa techniczna z dniem 1 października 1937 i lok.13. W kampanii wrześniowej oficer techniczny CWL.
- 29 października 1939 – Salon Francja
- 27 stycznia 1940 – Eastchurch Wielka Brytania – oczekiwanie na przydział
- 15 maja 1940 – 15 EFTS Redhill – szkolenie jako pilot
- 11 czerwca 1940 – 10 OTU Hucknall – szkolenie jako pilot
- 7 lipca 1940 – 301 (P) DB Bramcote – udział w pierwszych zadaniach bojowych dywizjonu
- 20 czerwca 1942 – 18 OTU Bramcote – instruktor por.
- 19 stycznia 1944 – 300 (P)db Ingham a następnie Faldingworth – dca dywizjonu kpt.

Od 2 lutego 1945 był oficerem sztabowym 1 Grupy Bombowej RAF 
- 2 maja] 1945 – 301 db, dca dywizjonu

Od 1 kwietnia 1944 do 1 lutego 1945 dowódca 300 dywizjonu bombowego „Ziemi Mazowieckiej” (Wielka Brytania), od 6 maja 1945 do 18 grudnia 1946 dowódca 301 dywizjonu bombowego „Ziemi Pomorskiej Obrońców Warszawy”. Ostatnie stopnie wojenne to major oraz brytyjski W/Cdr, był pilotem i oficerem technicznym, wylatał w sumie ok. 900 godzin w większości na samolotach dwu- i wielosilnikowych. Po zwolnieniu ze służby w Polskich Siłach Powietrznych wstąpił do RAF .
Po wojnie pozostał w Wielkiej Brytanii, prowadząc swój własny sklep. W stopniu podpułkownika pilota 13 marca 1963 został powołany na stanowisko Delegata Rządu Rzeczypospolitej Polskiej na uchodźstwie w Ipswich, a po złożonej rezygnacji został zwolniony z tego stanowiska 2 lutego 1972. Zmarł po chorobie w wieku 62 lat w szpitalu w Ipswich w hrabstwie Sufolk i tam też został pochowany .

## Ordery i odznaczenia
- Krzyż Srebrny Orderu Virtuti Militari[1]  nr 9128[5]
- Krzyż Walecznych – czterokrotnie[1]
- Medal Lotniczy czterokrotnie[1]
- Distinguished Service Order[1]
- Distinguished Flying Cross[1]
- Medal Służby Ogólnej z okuciem MALAYA[6]
- Gwiazda za Wojnę 1939–1945 z okuciem MID[6]
- Gwiazda Lotniczych Załóg w Europie[6]
- Medal Obrony[6]
- Medal Wojny 1939–1945[6]